# Thladiantha lijiangensis
Thladiantha lijiangensis är en gurkväxtart som beskrevs av An Min g Lu och Zhi Y. Zhang. Thladiantha lijiangensis ingår i släktet berggurkor, och familjen gurkväxter. Inga underarter finns listade i Catalogue of Life.